# Harry Harlow
Harry Frederick Harlow (Fairfield, 31 oktober 1905 – Tucson, 6 december 1981) was een Amerikaanse psycholoog. Zijn oorspronkelijke familienaam was Israël, maar omdat die nogal Joods klonk veranderde hij zijn naam in Harlow. Hij werd bekend door zijn experimenten op terrein van scheiding moeder en kind, afhankelijkheidsrelaties, en sociale isolatie, uitgevoerd met resusaapjes. Hiermee toonde hij het belang aan van zorg en aandacht voor de sociale en cognitieve ontwikkeling. Het meeste onderzoekswerk deed hij op de Universiteit van Wisconsin–Madison, waar de humanistische psycholoog Abraham Maslow korte tijd met hem samenwerkte.
Harlows experimenten waren controversieel. Onder andere hield hij babyaapjes gedurende twee jaar in isolatiecellen van waaruit ze ten slotte zwaar gestoord tevoorschijn kwamen.
In een ander experiment onderzocht hij het gedrag van resusaapjes. Hij sloot een aapje op in een kooi met twee metalen apen. De ene omwikkeld met stof maar zonder melk, de tweede zonder stof maar met melk. Hij dacht dat voedsel de belangrijkste factor was voor gehechtheid. Het aapje koos echter de met stof omwikkelde dummy. Dit betekende dat aanraking een belangrijkere factor is voor hechting.